# Represalia
Represalia (łac. reprensalia) – symetryczna działalność odwetowa będąca odpowiedzią na bezprawną działalność drugiego państwa środkami takimi samymi (czyli także bezprawnymi), lecz usprawiedliwionymi w konkretnej sytuacji (np. zajęcie majątku drugiego państwa).
Stosowaniem represaliów rządzą zasady proporcjonalności i humanitaryzmu.

## Ograniczenia w stosowaniu represaliów
Represalia nigdy nie mogą polegać na:
- naruszeniu norm prawa międzynarodowego, określanych jako ius cogens;
- naruszeniu praw człowieka;
- naruszeniu nietykalności dyplomatów.

Ponadto zakazane są nadmierne represalia oraz represalia siłowe (nie można używać siły ani grozić jej użyciem, jeżeli byłoby to sprzeczne z postanowieniami Karty Narodów Zjednoczonych).

## Warunki dopuszczalności represaliów
Aby represalia były dopuszczalne, muszą być łącznie spełnione następujące warunki:
- musi nastąpić uprzedni do represaliów akt bezprawny;
- represalia muszą być konieczne do tego, by skłonić drugie państwo do zaniechania naruszeń albo do naprawienia skutków naruszenia;
- akt represaliów powinien być proporcjonalny do rodzaju naruszenia i wyrządzonej szkody.

Zgodnie z prawem międzynarodowym przed podjęciem działań będących represaliami państwo powinno podjąć próby rozwiązania zaistniałej sytuacji konfliktowej w drodze negocjacji. Stosowanie represaliów w trakcie trwania procesu negocjacyjnego powinno być w jak największym stopniu ograniczone lub całkowicie zaniechane, chociaż nie ma zakazu ich stosowania w tym czasie.

## Przykłady represaliów
Jako przykładowe formy represaliów wymienić można:
- zajęcie majątku drugiego państwa (np. zamrożenie środków na rachunku bankowym innego państwa);
- zawieszenie stosowania umowy międzynarodowej przez jedną ze stron w odpowiedzi na niewykonywanie przez drugą stronę innej umowy między nimi obowiązującej (zgodnie z zasadą Inadimplenti non est adimplendum, nie ma obowiązku szanowania własnych zobowiązań, jeżeli druga strona nie szanuje swoich).